# Cipher Academy
Cipher Academy (暗号学園のいろは, Angō Gakuen no Iroha) est un shōnen manga écrit par Nisio Isin et dessiné par Yūji Iwahara. Il est prépublié depuis le 21 novembre 2022 dans le Weekly Shōnen Jump, puis publié en volumes reliés par l'éditeur japonais Shūeisha.

## Synopsis
Iroha Irohazaka est l'un des premiers garçons à intégrer l'École de Cryptologie, sauf qu'il n'a aucun talent dans le domaine ! Rapidement, il fait la rencontre de Kogoe Horagatoge, une petite génie qui lui offre une paire de lunettes censée l'aider dans la résolution des énigmes proposée par leur cursus. Reconnaissant un talent certain de déduction chez le garçon, Kogoe lui propose de faire équipe afin de faire main-basse sur le fameux pactole de l'école dont tous leurs autres camarades chercheraient à s'emparer pour leur intérêt personnel !

## Manga
Le manga Cipher Academy est écrit par Nisio Isin et dessiné par Yūji Iwahara. La série débute sa publication dans le 51e numéro du Weekly Shōnen Jump publié le 21 novembre 2022,. La série est éditée sous forme de volumes reliés par Shūeisha et compte actuellement 1 tome au 3 mars 2023.

### Liste des volumes
| no | Japonais       | Japonais          |
| no | Date de sortie | ISBN              |
| --- | -------------- | ----------------- |
| 1 | 3 mars 2023    | 978-4-08-883439-9 |
| Liste des chapitres : - Chapitre 1 : 第四次世界大戦は紙と鉛筆でおこなわれる (Daishi Jisekaitaisen wa Kami to Enpitsu de Okonawa reru) - Chapitre 2 : 腹が減っては暗号ができぬ (Hara ga Hette wa Angō ga Dekinu) - Chapitre 3 : 解読は踊る、されど進まず (Kaidoku wa Odoru, Saredo Susumazu) - Chapitre 4 : 解いて暗号の緒を締めよ (Hodoite Angō no cho o Shimeyo) - Chapitre 5 : 暗号同舟 (Angō Dōshū) - Chapitre 6 : 暗号兵は拙速を尊ぶ (Angō-hei wa Sessoku o Tattobu) - Chapitre 7 : 最後に解く者が最もよく解く (Saigo ni Hodoku mono ga Mottomo yoku Hodoku) |                |                   |
| 2 | 2 mai 2023     | 978-4-08-883531-0 |
| ー |                |                   |
| Liste des chapitres : - Chapitre 8 : 踊る戦争に見る戦争 (Odoru Sensō ni miru Sensō) - Chapitre 9 : 戦争は遠くにありて思うもの (Sensō wa tōku ni Arite omou mono) - Chapitre 10 : 昨日の戦争は今日も戦争 (Kinō no Sensō wa kyō mo Sensō) - Chapitre 11 : 泣く子と暗号には勝てぬ (Nakuko to Angō ni wa Katenu) - Chapitre 12 : 堪忍は無事長久の基、怒りは暗号と思え (Kan'nin wa buji Chōkyū no ki, Ikari wa Angō to Omoe) - Chapitre 13 : 笑中に解答あり (Emi-chū ni Kaitō ari) - Chapitre 14 : へぼ将棋 王より飛車を暗号化 (Heboshōgi-ō yori Hisha o Angō-ka) - Chapitre 15 : 桂の暗号歩の解読 (Katsura no Angō ho no Kaidoku) - Chapitre 16 : 王手飛車解き (Ōtebisha toki) - Chapitre 17 : 下手な戦争休むに似たり (Hetana Sensō Yasumuninitari) - Chapitre 18 : 兵は記号なり (Hei wa Kigōnari) - Chapitre 19 : 疾解きすること風の如く 徐かなること速しの如く 侵掠すること飛の空爆 停まらざること鬼蜻蜓の如し (Haya toki suru koto Kaze Nogotoku Jo ka naru koto Hayashi Nogotoku Shinryaku suru koto hi no Kūbaku Tomarazaru koto oni Seitei no Gotoshi) |                |                   |

## Réception
Carlyle Edmundson, de Screen Rant, a salué l'utilisation d'une censure délibérée pour illustrer des points sur le Japon contemporain.

### Sources
1. ↑  « Les quatre prochains numéros du Weekly Shonen Jump promettent quatre nouveaux mangas », sur Anime News Network, 6 novembre 2022 (consulté le 13 avril 2023).
2. ↑  (ja) « 西尾維新×岩崎優次のジャンプ新連載! “暗号解読”学園ドラマ『暗号学園のいろは』 », sur oricon.co.jp,‎ 21 novembre 2022 (consulté le 13 avril 2023).

### Œuvres

#### Édition japonaise
1. 1 2 3  (ja) Tome 1 sur shueisha.co.jp.
2. 1 2  (ja) Tome 2 sur shueisha.co.jp.